# بولرو (شوپن)
بولرو، اپوس ۱۹، یک اثر کوتاه پیانو است که توسط فردریک شوپن در سال ۱۸۳۳ نوشته شده و در سال ۱۸۳۴ منتشر شده است. این یکی از قطعات کمتر شناخته شده پیانوی او است، اگرچه بارها در ارکستر های دنیا ضبط شده است.
این اثر به خانم اسکاتلندی الاصل اما نیمه فرانسوی مادموازل کنتس امیلی د فلاهو،  که در آن زمان تنها ۱۴ سال داشت و شاگرد شوپن بود، تقدیم شد.
الهام‌بخش ظاهری بولرو دوستی شوپن با سوپرانوی فرانسوی پائولین ویاردو بود که پدرش، تنور (خواننده اپرا) مشهور اسپانیایی  مانوئل گارسیا بود، تا زمان ورود شوپن به پاریس، بولرو را در پاریس معرفی کرده بود.
‌